# Suitbertus-Stiftsplatz 14

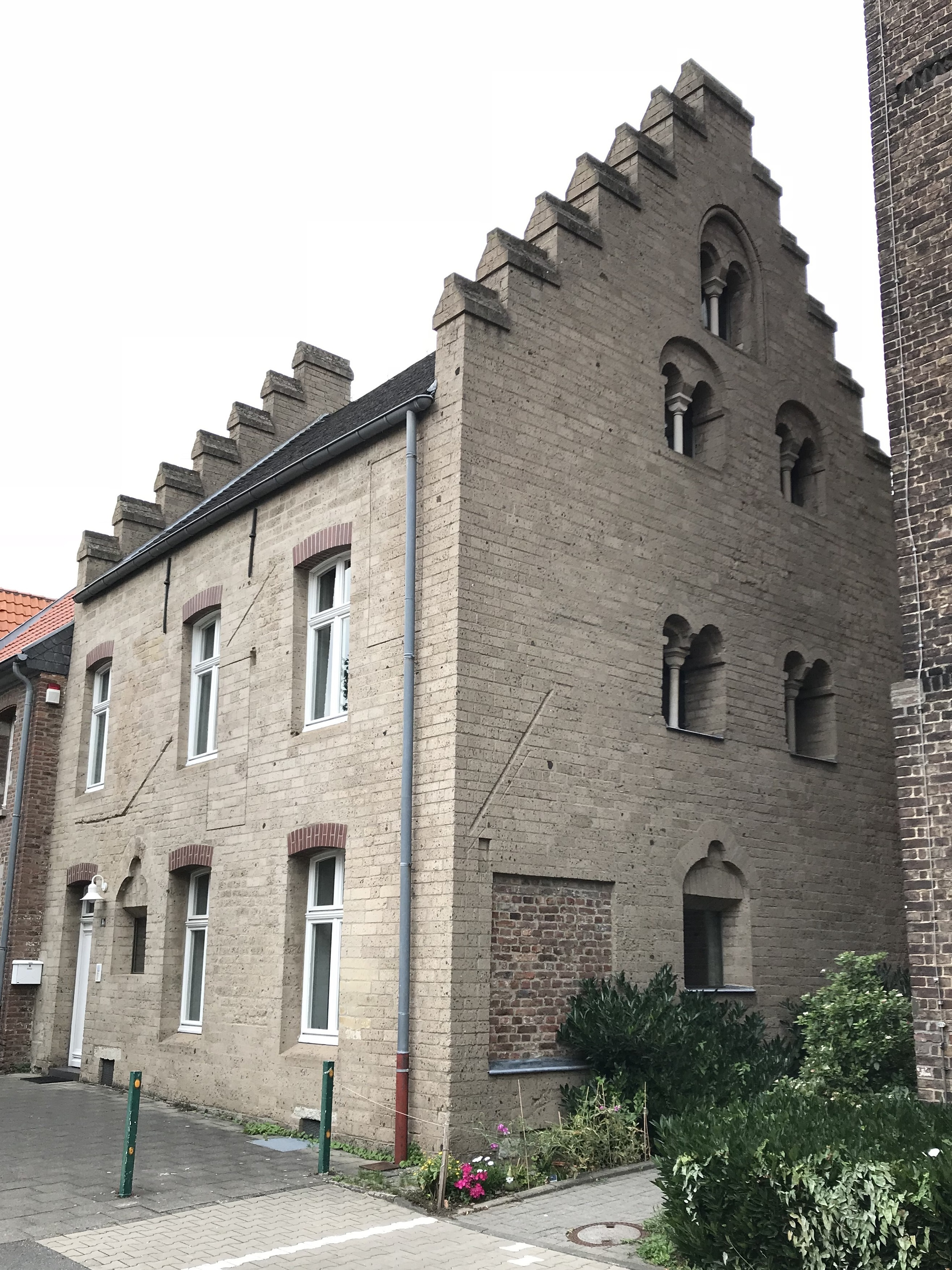
Romanisches Haus Suitbertus-Stiftsplatz in Kaiserswerth

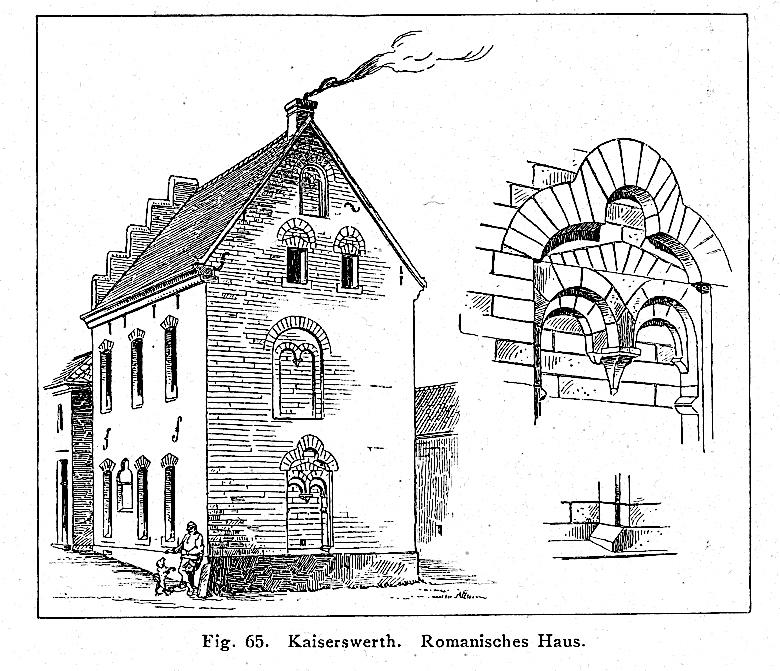
Haus Suitbertus-Stiftsplatz 14 (um 1890)

Das Haus Suitbertus-Stiftsplatz 14 befindet sich im Düsseldorfer Stadtteil Kaiserswerth. Erbaut wurde es Mitte des 13. Jahrhunderts im Stil der Romanik. Umbauten erfolgten in den Jahren 1702 und 1725 sowie im 19. Jahrhundert.

## Geschichte
Das Gebäude befindet sich am Kirchplatz. Es war eines der alten Kanonikerhäuser, diente als „Männerpflegehaus“ und gehörte zum katholischen Krankenhaus.

## Beschreibung
Es wurde in den Formen des spätesten romanischen Stils um die Mitte des 13. Jahrhunderts, vermutlich zusammen mit dem Ostteil der Kirche erbaut. Das zweistöckige Tuffsteingebäude zeigt zwei Giebel: Der gotische Westgiebel wurde später nachträglich aufgesetzt und zeigt einen abgetreppten Staffelgiebel und dort ein breites romanisches Gesims unter dem Dach. Der Ostgiebel wurde unter dem Pfarrer Dauzenberg restauriert und ist in vier Geschosse unterteilt. Das oberste Geschoss zeigt ein romanisches von einem Rundstab eingefasstes Zwillingsfenster, das noch im 19. Jahrhundert mit Tuff vermauert war, aber heute wieder geöffnet ist. Das dritte Geschoss zeigte im 19. Jahrhundert zwei rechteckige, mit alten Entlastungsbögen überspannte Fenster. Nachträglich wurden diese wieder als romanische Zwillingsfenster gestaltet. Das zweite Stockwerk zeigt eine rundbogige Blende, in die ein Zwillingsfenster eingebrochen war. Dieses war noch im 19. Jahrhundert mit Tuff vermauert, ist heute jedoch wieder geöffnet. Das Erdgeschoss zeigt ein im Kleeblattbogen geschlossenes Doppelfenster mit zweimal abgetreppten Gewänden. Auch dieses Fenster wurde schon früh mit Tuffstein zugemauert, ist heute jedoch wieder geöffnet.
An der Nordseite befand sich einst ein Kamin, der nicht erhalten blieb, dabei blieben zwei vermauerte Rundbögen von ihm sichtbar. An der Südseite oben und unten befinden sich je drei große neue Fenster. Im Erdgeschoss ist ein altes (vermauertes) im Kleeblattbogen geschlossenes Fenster zu sehen.